# Cisero
Cisero is een bestuurslaag in het regentschap Garut van de provincie West-Java, Indonesië. Cisero telt 5955 inwoners (volkstelling 2010).